# Hypognatha viamao
Hypognatha viamao är en spindelart som beskrevs av Levi 1996. Hypognatha viamao ingår i släktet Hypognatha och familjen hjulspindlar. Inga underarter finns listade i Catalogue of Life.